# Aaron Brown (athlétisme)
Pour les articles homonymes, voir Aaron Brown et Brown.
Aaron Brown  (né le 27 mai 1992 à Toronto) est un athlète canadien, spécialiste des épreuves de sprint.

## Biographie

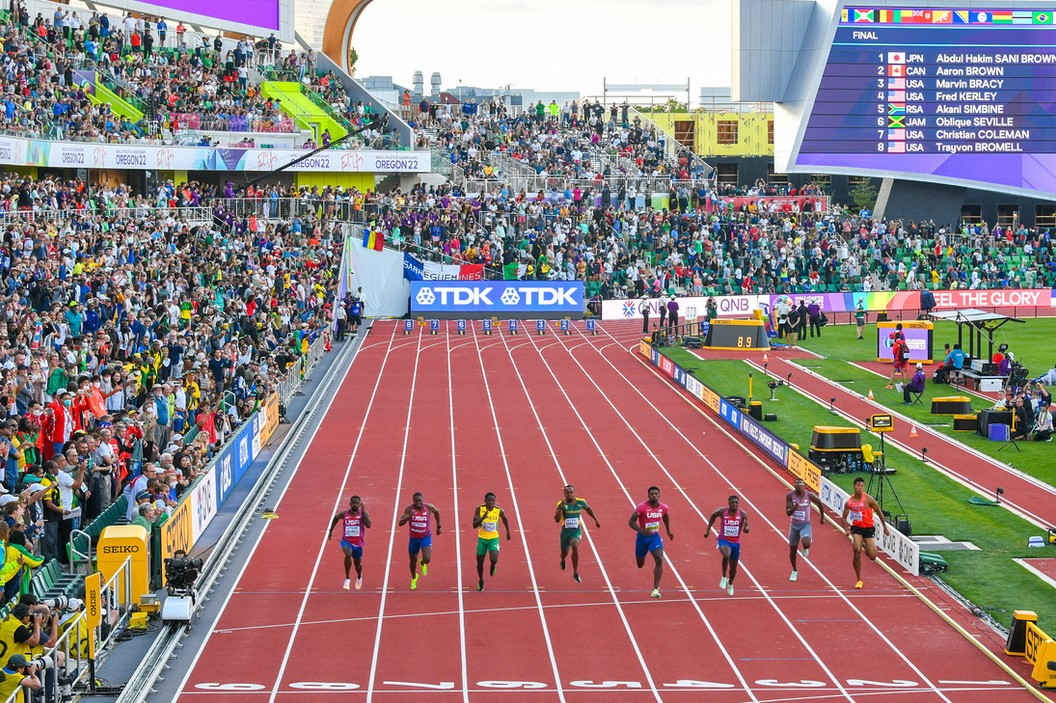
Aaron Brown (couloir n°2) lors de la finale du 100 m des championnats du monde 2022.

Il vit à Toronto et est entraîné par le très controversé Dennis Mitchell.
D'origine jamaïcaine et barbadienne, médaillé d'argent sur 100 m lors des championnats du monde cadets 2009, il se classe troisième du 200 m des championnats du monde juniors de 2010, à Moncton au Canada, en portant son record personnel sur la distance à 21 s 00.
En 2011, Aaron Brown termine à la troisième place du 100 m des championnats du Canada, en 10 s 39, derrière Sam Effah et Jared Connaughton. Étudiant à l'Université du Sud de la Californie, il atteint les demi-finales des championnats NCAA, et signe le temps de 10 s 38 en avril 2011 à Los Angeles. Il participe fin juillet aux championnats panaméricains juniors, à Miramar, où il remporte deux médailles : le bronze sur 100 m, et l'argent au titre du relais 4 × 100 mètres.
Il participe à l'âge de vingt ans aux Jeux olympiques de 2012, à Londres. Aligné dans l'épreuve du 200 m, il franchit le cap des séries avec la marque de 20 s 55, mais quitte la compétition dès le tour suivant en ne prenant que la quatrième place de sa demi-finale. Il établit néanmoins un nouveau record personnel sur la distance en 20 s 42.
En juin 2013, lors des championnats NCAA, à Eugene, Aaron Brown porte son record personnel sur 100 m à 10 s 05 (+1,9 m/s), établissant les minima de qualification pour les mondiaux de Moscou. En tant que membre du relais 4 x 100 m canadien, il obtient 38 s 33, seconde meilleure performance mondiale, à Monaco en juillet, puis 38 s 61 à Weinheim le 2 août 2013, les deux fois avec Justyn Warner.
Le 31 mai 2014, à Fayetteville, Aaron Brown établit un nouveau record du Canada du 200 m en 20 s 16, améliorant d'un centième de seconde le temps d'Atlee Mahorn établi en 1991.
Le 2 avril 2016, avec l'équipe B du Canada, il établit la meilleure performance de l'année du relais 4 x 100 m en 38 s 11 lors des Florida Relays avec ses coéquipiers Akeem Haynes, Brendon Rodney et Andre De Grasse.
Le 11 juin 2016, il court le 100 m en 9 s 96 à Montverde (Floride).
Le 19 août 2016, il bat le record national du
4 × 100 m avec Akeem Haynes, Brendon Rodney et Andre De Grasse, en 37 s 64, médaille de bronze, en mettant fin au record de 1996 de 37 s 69 obtenu également lors des Jeux olympiques 20 ans auparavant.
Le 5 juillet 2019, il porte son record personnel du 200 m à 19 s 95 lors de l'Athletissima de Lausanne. Il se classe 8e des championnats du monde 2019 à Doha sur 100 m en 10 s 08 et 6e du 200 m en 20 s 10.
Le 23 juillet 2022, il remporte la médaille d'or du relais 4 × 100 m des championnats du monde 2022, à Eugene, en compagnie de Jerome Blake, Brendon Rodney et Andre De Grasse, dans le temps de 37 s 48, nouveau record du Canada.

## Palmarès
| Date | Compétition                        | Lieu             | Résultat | Épreuve   | Temps         |
| ---- | ---------------------------------- | ---------------- | -------- | --------- | ------------- |
| 2009 | Championnats du monde cadets       | Bressanone       | 2e       | 100 m     | 10 s 74       |
| 2010 | Championnats du monde juniors      | Moncton          | 5e       | 100 m     | 10 s 48       |
| 2010 | Championnats du monde juniors      | Moncton          | 3e       | 200 m     | 21 s 00       |
| 2011 | Championnats panaméricains juniors | Miramar          | 3e       | 100 m     | 10 s 25       |
| 2011 | Championnats panaméricains juniors | Miramar          | 2e       | 4 x 100 m | 39 s 97       |
| 2013 | Championnats du monde              | Moscou           | 3e       | 4 x 100 m | 37 s 92       |
| 2014 | Jeux du Commonwealth               | Glasgow          | finale   | 4 x 100 m | DNF           |
| 2015 | Jeux panaméricains                 | Toronto          | finale   | 4 x 100 m | DQ            |
| 2015 | Championnats du monde              | Pékin            | 3e       | 4 x 100 m | 38 s 13       |
| 2016 | Jeux olympiques                    | Rio de Janeiro   | 3e       | 4 × 100 m | 37 s 64       |
| 2017 | Relais mondiaux de l'IAAF          | Nassau           | finale   | 4 x 100 m | DNF           |
| 2017 | Relais mondiaux de l'IAAF          | Nassau           | 1er      | 4 x 200 m | 1 min 19 s 42 |
| 2017 | Championnats du monde              | Londres          | 6e       | 4 x 100 m | 38 s 59       |
| 2018 | Jeux du Commonwealth               | Gold Coast       | 2e       | 200 m     | 20 s 34       |
| 2018 | Championnats NACAC                 | Toronto          | 2e       | 200 m     | 20 s 20       |
| 2018 | Ligue de diamant                   | Ligue de diamant | 4e       | 200 m     | 20 s 14       |
| 2019 | Ligue de diamant                   | Ligue de diamant | 4e       | 200 m     | 20 s 00       |
| 2019 | Championnats du monde              | Doha             | 8e       | 100 m     | 10 s 08       |
| 2019 | Championnats du monde              | Doha             | 6e       | 200 m     | 20 s 10       |
| 2021 | Jeux olympiques                    | Tokyo            | 6e       | 200 m     | 20 s 20       |
| 2021 | Jeux olympiques                    | Tokyo            | 2e       | 4 × 100 m | 37 s 70       |
| 2022 | Championnats du monde              | Eugene           | 8e       | 100 m     | 10 s 07       |
| 2022 | Championnats du monde              | Eugene           | 7e       | 200 m     | 20 s 18       |
| 2022 | Championnats du monde              | Eugene           | 1er      | 4 × 100 m | 37 s 48       |
| 2024 | Relais mondiaux                    | Nassau           | 2e       | 4 × 100 m | 37 s 89       |
| 2024 | Jeux olympiques                    | Paris            | 1er      | 4 × 100 m | 37 s 50       |

## Records
| Épreuve | Temps               | Lieu               | Date                         |
| ------- | ------------------- | ------------------ | ---------------------------- |
| 100 m   | 9 s 96              | Montverde Montreal | 11 juin 2016 26 juillet 2019 |
| 200 m   | 19 s 95 (- 0,1 m/s) | Lausanne           | 5 juillet 2019               |